# بازگشت به مونتاوک
بازگشت به مونتاوک (آلمانی: Rückkehr nach Montauk) یک فیلم درام آلمانی به کارگردانی فولکر شلوندورف است که در سال ۲۰۱۷ منتشر شد. این فیلم در شصت و هفتمین جشنواره بین‌المللی فیلم برلین به نمایش درآمد. از بازیگران آن می‌توان به استلان اسکاشگورد، نینا هوس و نیلز آرستراپ اشاره کرد.